# (37052) 2000 UO39
2000 UO39 (asteroide 37052) é um asteroide da cintura principal. Possui uma excentricidade de 0.13967050 e uma inclinação de 2.28860º.
Este asteroide foi descoberto no dia 24 de outubro de 2000 por LINEAR em Socorro.